# Maxim Răileanu
Maxim Răileanu (* 4. Oktober 1994) ist ein moldauischer Leichtathlet, der im Mittel- und Langstreckenlauf an den Start geht.

## Sportliche Laufbahn
Erste internationale Erfahrungen sammelte Maxim Răileanu im Jahr 2014, als er bei den Balkan-Meisterschaften in Pitești in 4:02,79 min den 13. Platz im 1500-Meter-Lauf belegte. Im Jahr darauf belegte er bei den Balkan-Meisterschaften ebendort in 14:53,33 min den fünften Platz über 5000 Meter und 2016 gewann er bei den Balkan-Meisterschaften in 15:04,93 min die Bronzemedaille im 5000-Meter-Lauf hinter dem Bulgaren Mitko Zenow und Hakan Çoban aus der Türkei. Zudem gelangte er dort über 3000 Meter mit 8:31,37 min auf den vierten Platz. Im Jahr darauf wurde er bei den Balkan-Hallenmeisterschaften in Belgrad mit 8:25,02 min auf den elften Platz im 3000-Meter-Lauf und 2018 belegte er bei den Balkan-Meisterschaften in Stara Sagora in 14:56,63 min den sechsten Platz über 5000 Meter. Im Jahr darauf wurde er bei der Sommer-Universiade in Neapel in 1:15:05 h 28. im Halbmarathon und anschließend trat er bei der 3. Liga der Team-Europameisterschaft in Skopje über 3000 und 5000 Meter an. Im November siegte er in 2:21:11 h bei den Marathon-Balkanmeisterschaften in Belgrad. 2020 siegte er bei den Balkan-Meisterschaften in Cluj-Napoca in 14:09,23 min über 5000 Meter und belegte in 8:19,00 min den fünften Platz über 3000 Meter. Anschließend erreichte er bei den Halbmarathon-Weltmeisterschaften in Gdynia nach 1:03:34 h Rang 68. 2021 vertrat er Moldau erneut bei der 3. Liga der Team-Europameisterschaft in Limassol über 3000 und 5000 Meter und im Jahr darauf wurde er bei den Europameisterschaften in München in 2:21:01 h 47. im Marathonlauf. 2023 gelangte er bei der 2. Liga der Team-Europameisterschaft im Rahmen  der Europaspiele in Chorzów mit 14:35,11 min auf den zwölften Platz über 5000 Meter, ehe er bei den Weltmeisterschaften in Budapest nach 2:22:46 h auf dem 52. im Marathonlauf landete. Bei den Crosslauf-Europameisterschaften 2024 in Antalya wurde er in 24:44 min 79. im Einzelbewerb und 2025 wurde er bei der 3. Liga der Team-Europameisterschaft in Maribor in 14:37,69 min Dritter über 5000 Meter hinter dem Nordmazedonier Dario Ivanovski und Baldvin Magnússon aus Island. Anschließend gewann er bei den Balkan-Meisterschaften in Volos in 14:17,00 min die Bronzemedaille hinter dem Serben Elzan Bibić und Iwo Balabanow aus Bulgarien.
In den Jahren von 2016 bis 2018 und 2020 wurde Răileanu moldauischer Meister im 3000-Meter-Lauf sowie von 2015 bis 2018 und 2022, 2022 und 2025 über 5000 Meter. Zudem wurde er 2017 Hallenmeister über 1500 Meter und 2020 über 3000 Meter.

## Persönliche Bestleistungen
- 1500 Meter: 4:00,04 min, 1. Juni 2013 in Chișinău
  - 1500 Meter (Halle): 3:58,70 min, 4. Februar 2017 in Chișinău
- 3000 Meter: 8:19,00 min, 20. September 2020 in Cluj-Napoca
  - 3000 Meter (Halle): 8:23,09 min, 2. Februar 2020 in Chișinău
- 5000 Meter: 14:09,23 min, 19. September 2020 in Cluj-Napoca
- Halbmarathon: 1:03:09, 27. November 2022 in Boulogne-Billancourt
- Marathon: 2:09:22 h, 18. Februar 2024 in Sevilla